# Montpelier (Indiana)
Pour les articles homonymes, voir Montpelier (homonymie).
Montpelier est une municipalité américaine située dans le comté de Blackford en Indiana. Lors du recensement de 2010, sa population est de 1 805 habitants.

## Géographie
Montpelier est située sur la rive sud de la Salamonie River (en). Elle se trouve environ à mi-chemin entre Fort Wayne au nord et Muncie au sud.
Selon le Bureau du recensement des États-Unis, la municipalité s'étend sur 1,54 mille carré (3,99 km2).

## Histoire

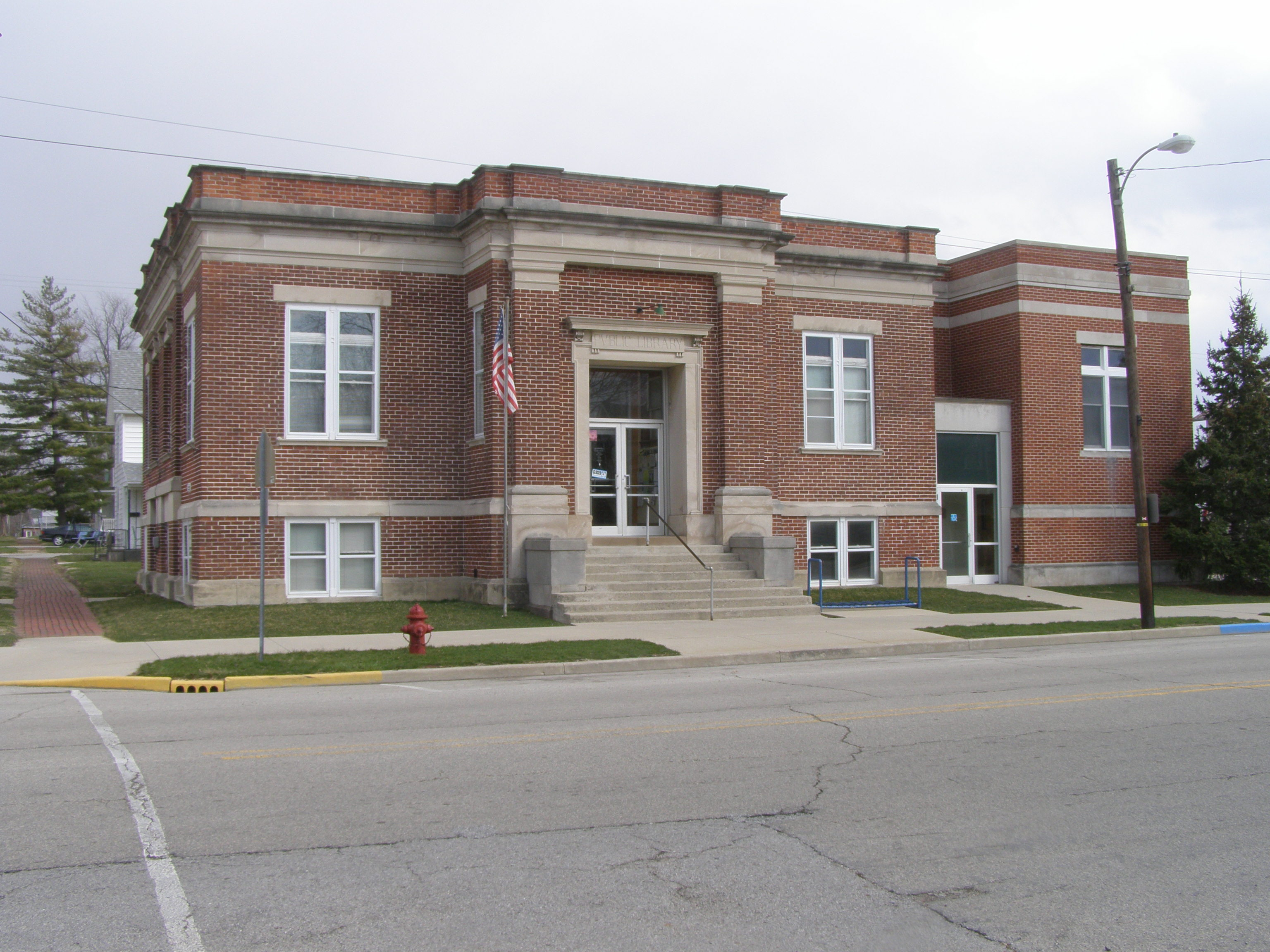
La bibliothèque Carnegie.

Montpelier était autrefois située dans une réserve amérindienne des Miamis : la réserve Godfroy ouverte en 1818. La ville est fondée en 1837 par Abel Baldwin, originaire du Vermont,,, qui dessine la ville selon un plan similaire à celui de Montpelier, la capitale de cet État,. Le bourg se développe avec un bureau de poste en 1840 et une école en 1850. Montpelier devient une municipalité en 1870,.
En 1887, du gaz naturel et du pétrole sont découverts dans la région. Montpelier connaît un important boom économique dans les années qui suivent et est surnommée « la ville du pétrole » (en anglais : oil city),. Elle compte jusqu'à 6 000 habitants. Cependant, à partir de 1910, les réserves s'épuisent et Montpelier redevient peu à peu une communauté rurale. Sa bibliothèque Carnegie, construite en 1907-1908 durant l'âge d'or de la ville, est inscrite au Registre national des lieux historiques.

## Démographie
Selon l'American Community Survey de 2019, la population de Montpelier est blanche à 90 %, le reste de ses habitants étant asiatiques (5 %), métis (4 %) ou amérindiens (1 %). Par ailleurs, 96 % des habitants de Montpelier parlent l'anglais à la maison.
Le revenu médian par foyer à Montpelier est de 39 313 dollars, inférieur à celui de l'Indiana (56 303 dollars) et des États-Unis (62 843 dollars). Parallèlement, son taux de pauvreté est plus élevé, à 20 % contre 11,9 % dans l'État et 10,5 % dans le pays. Seuls 6,9 % de ses habitants sont diplômés d'un baccalauréat universitaire ou d'un diplôme supérieur, contre 26,5 % en Indiana et 32,1 % à l'échelle nationale,.